# Protandrena bachue
Protandrena bachue är en biart som beskrevs av Gonzalez och Ruz 2007. Protandrena bachue ingår i släktet Protandrena och familjen grävbin. Inga underarter finns listade i Catalogue of Life.